# Élections législatives luxembourgeoises de 1994
Les élections législatives de 1994 (en luxembourgeois : Chamberwale vum 12. Juni 1994 et en allemand : Kammerwahl vom 12. Juni 1994) ont eu lieu le 12 juin 1994 afin de désigner les soixante députés de la législature 1994-1999 de la Chambre des députés du Luxembourg.
Le conservateur Jacques Santer est reconduit dans sa fonction de Premier ministre dans le gouvernement soutenu par une coalition entre le Parti populaire chrétien-social (CSV) et le Parti ouvrier socialiste luxembourgeois (LSAP).

## Organisation

### Mode de scrutin
| Circonscriptions    | Députés | Carte                                   |
| ------------------- | ------- | --------------------------------------- |
| Sud                 | 23      | \| Sud Est Centre Nord \|               |
| Est                 | 7       | \| Sud Est Centre Nord \|               |
| Centre              | 21      | \| Sud Est Centre Nord \|               |
| Nord                | 9       | \| Sud Est Centre Nord \|               |
|                     |         |                                         |
| Total               | 60      | Carte des circonscriptions électorales. |
| Sud Est Centre Nord |         |                                         |

Le Luxembourg est doté d'un parlement monocameral, la Chambre des députés dont les 60 membres sont élus au scrutin proportionnel plurinominal de liste avec possibilité d'un panachage et d'un vote préférentiel. La répartition des sièges est faite selon la méthode Hagenbach-Bishoff dans quatre circonscriptions plurinominales — Sud, Centre, Nord et Est — dotées respectivement de 23, 21, 9 et 7 députés. Il n'est pas fait recours à un seuil électoral.

## Résultats

### Résultats nationaux
|                        |                                                                  |           |       |      |        |               |  |  |  |  |  |  |  |  |
| Partis                 | Partis                                                           | Voix      | %     | +/-  | Sièges | +/-           |  |  |  |  |  |  |  |  |
|                        | Parti populaire chrétien-social (CSV)                            | 887 651   | 29,71 | 1,96 | 21     | 1             |  |  |  |  |  |  |  |  |
|                        | Parti ouvrier socialiste luxembourgeois (LSAP)                   | 797 540   | 26,70 | 0,53 | 17     | 1             |  |  |  |  |  |  |  |  |
|                        | Parti démocratique (DP)                                          | 548 246   | 18,35 | 2,18 | 12     | 1             |  |  |  |  |  |  |  |  |
|                        | Les Verts (GLEI-GAP)                                             | 303 991   | 10,18 | 1,82 | 5      | 1             |  |  |  |  |  |  |  |  |
|                        | Comité d'action pour la démocratie et des retraites justes (ADR) | 244 045   | 8,17  | 0,86 | 5      | 1             |  |  |  |  |  |  |  |  |
|                        | Mouvement national (NB)                                          | 82 581    | 2,76  | 0,09 | 0      | en stagnation |  |  |  |  |  |  |  |  |
|                        | Parti communiste luxembourgeois (KPL)                            | 57 646    | 1,93  | 3,18 | 0      | 1             |  |  |  |  |  |  |  |  |
|                        | Nouvelle gauche (NL)                                             | 25 940    | 0,87  | 0,87 | 0      | Nv.           |  |  |  |  |  |  |  |  |
|                        | Parti des droits de l'Homme neutre et indépendant (lb) (NOMP)    | 18 843    | 0,63  | 0,63 | 0      | Nv.           |  |  |  |  |  |  |  |  |
|                        | Groupement pour la souveraineté du Luxembourg (lb) (GLS)         | 16 160    | 0,54  | 0,54 | 0      | Nv.           |  |  |  |  |  |  |  |  |
|                        | Parti pour des politiques réelles et régionales (lb) (PRP)       | 3 675     | 0,12  | 0,12 | 0      | Nv.           |  |  |  |  |  |  |  |  |
|                        | Association luxembourgeoise pour un futur amélioré (ALFA)        | 1 235     | 0,04  | 0,04 | 0      | Nv.           |  |  |  |  |  |  |  |  |
| Total des voix         | Total des voix                                                   | 2 987 553 | 100   |      |        |               |  |  |  |  |  |  |  |  |
|                        |                                                                  |           |       |      |        |               |  |  |  |  |  |  |  |  |
| Votes valides          | Votes valides                                                    | 179 276   | 93,51 |      |        |               |  |  |  |  |  |  |  |  |
| Votes blancs et nuls   | Votes blancs et nuls                                             | 12 448    | 6,49  |      |        |               |  |  |  |  |  |  |  |  |
| Total                  | Total                                                            | 191 724   | 100   | -    | 60     | en stagnation |  |  |  |  |  |  |  |  |
| Abstentions            | Abstentions                                                      | 25 407    | 11,70 |      |        |               |  |  |  |  |  |  |  |  |
| Inscrits/Participation | Inscrits/Participation                                           | 217 131   | 88,30 |      |        |               |  |  |  |  |  |  |  |  |

### Résultats par circonscription
| Circonscriptions         | Circonscriptions         | Sud       | Sud       | Sud    | Sud           | Est     | Est     | Est    | Est           | Centre    | Centre    | Centre | Centre        | Nord    | Nord    | Nord   | Nord          |
| ------------------------ | ------------------------ | --------- | --------- | ------ | ------------- | ------- | ------- | ------ | ------------- | --------- | --------- | ------ | ------------- | ------- | ------- | ------ | ------------- |
|                          |                          |           |           |        |               |         |         |        |               |           |           |        |               |         |         |        |               |
| Sièges                   | Sièges                   | 23        | 23        | 23     | en stagnation | 7       | 7       | 7      | en stagnation | 21        | 21        | 21     | en stagnation | 9       | 9       | 9      | en stagnation |
|                          |                          |           |           |        |               |         |         |        |               |           |           |        |               |         |         |        |               |
|                          |                          | Nombre    | Nombre    | %      | %             | Nombre  | Nombre  | %      | %             | Nombre    | Nombre    | %      | %             | Nombre  | Nombre  | %      | %             |
| Total des voix           | Total des voix           | 1 556 659 | 1 556 659 | 100,00 | 100,00        | 144 686 | 144 686 | 100,00 | 100,00        | 1 033 676 | 1 033 676 | 100,00 | 100,00        | 252 532 | 252 532 | 100,00 | 100,00        |
| Valides                  | Valides                  | 73 573    | 73 573    | 93,09  | 93,09         | 21 906  | 21 906  | 94,26  | 94,26         | 53 696    | 53 696    | 93,69  | 93,69         | 30 101  | 30 101  | 93,67  | 93,67         |
| Blancs et nuls           | Blancs et nuls           | 5 460     | 5 460     | 6,91   | 6,91          | 1 335   | 1 335   | 5,74   | 5,74          | 3 618     | 3 618     | 6,31   | 6,31          | 2 035   | 2 035   | 6,33   | 6,33          |
| Votants                  | Votants                  | 79 033    | 79 033    | 100,00 | 100,00        | 23 241  | 23 241  | 100,00 | 100,00        | 57 314    | 57 314    | 100,00 | 100,00        | 32 136  | 32 136  | 100,00 | 100,00        |
| Abstentions              | Abstentions              | 9 774     | 9 774     | 11,01  | 11,01         | 3 329   | 3 329   | 12,53  | 12,53         | 8 583     | 8 583     | 13,03  | 13,03         | 3 721   | 3 721   | 10,38  | 10,38         |
| Inscrits / Participation | Inscrits / Participation | 88 807    | 88 807    | 88,99  | 88,99         | 26 570  | 26 570  | 87,47  | 87,47         | 65 897    | 65 897    | 86,98  | 86,98         | 35 857  | 35 857  | 89,62  | 89,62         |
|                          |                          |           |           |        |               |         |         |        |               |           |           |        |               |         |         |        |               |
| Partis                   | Partis                   | Voix      | %         | Sièges | +/−           | Voix    | %       | Sièges | +/−           | Voix      | %         | Sièges | +/−           | Voix    | %       | Sièges | +/−           |
|                          | CSV                      | 455 400   | 29,26     | 8      | en stagnation | 47 124  | 32,57   | 3      | en stagnation | 301 192   | 29,14     | 7      | en stagnation | 83 935  | 33,24   | 3      | 1             |
|                          | LSAP                     | 520 970   | 33,47     | 9      | en stagnation | 33 491  | 23,15   | 2      | en stagnation | 195 076   | 18,87     | 4      | 1             | 48 003  | 19,00   | 2      | en stagnation |
|                          | DP                       | 179 818   | 11,55     | 3      | 1             | 30 750  | 21,25   | 1      | en stagnation | 280 194   | 27,11     | 6      | en stagnation | 57 484  | 22,76   | 2      | en stagnation |
|                          | ADR                      | 110 908   | 7,13      | 1      | en stagnation | 16 430  | 11,36   | 1      | en stagnation | 81 458    | 7,88      | 2      | 1             | 35 249  | 13,96   | 1      | en stagnation |
|                          | GLEI-GAP                 | 158 991   | 10,21     | 2      | en stagnation | 13 086  | 9,04    | 0      | en stagnation | 110 654   | 10,71     | 2      | en stagnation | 21 260  | 8,42    | 1      | 1             |
|                          | NB                       | 50 345    | 3,23      | 0      | en stagnation | 2 938   | 2,03    | 0      | en stagnation | 24 615    | 2,38      | 0      | en stagnation | 4 683   | 1,85    | 0      | Nv            |
|                          | KPL                      | 43 189    | 2,77      | 0      | 1             | 867     | 0,60    | 0      | en stagnation | 11 672    | 1,13      | 0      | en stagnation | 1 918   | 0,76    | 0      | en stagnation |
|                          | NL                       | 25 940    | 1,67      | 0      | Nv            |         |         |        |               |           |           |        |               |         |         |        |               |
|                          | NOMP (lb)                | 9 863     | 0,63      | 0      | Nv            | 8 980   | 0,87    | 0      | Nv            |           |           |        |               |         |         |        |               |
|                          | GLS (lb)                 |           |           |        |               | 16 160  | 1,56    | 0      | Nv            |           |           |        |               |         |         |        |               |
|                          | PRP (lb)                 | 3 675     | 0,36      | 0      | Nv            |         |         |        |               |           |           |        |               |         |         |        |               |
|                          | ALFA                     | 1 235     | 0,08      | 0      | Nv            |         |         |        |               |           |           |        |               |         |         |        |               |

### Composition de la Chambre des députés
| Sud | Est | Centre | Nord |
| --- | --- | --- | --- |
| 1. Jean Asselborn (LSAP) 2. Mars Di Bartolomeo (LSAP) 3. Eugène Berger (DP) 4. Alex Bodry (LSAP) 5. François Colling (CSV) 6. Lydie Err (LSAP) 7. Robert Garcia (GLEI-GAP) 8. Gaston Gibéryen (ADR) 9. Marcel Glesener (CSV) 10. Henri Grethen (DP) 11. Muck Huss (GLEI-GAP) 12. Jean-Claude Juncker (CSV) 13. Ady Jung (CSV) 14. Johny Lahure (LSAP) 15. Lucien Lux (LSAP) 16. Lydia Mutsch (LSAP) 17. Jacques F. Poos (LSAP) 18. Viviane Reding (CSV) 19. John Schummer (DP) 20. Jean Spautz (CSV) 21. Nelly Stein (CSV) 22. Michel Wolter (CSV) 23. Marc Zanussi (LSAP) | 1. Fernand Boden (CSV) 2. Norbert Konter (CSV) 3. Robert Mehlen (ADR) 4. Jos Scheuer (LSAP) 5. Marcel Schlechter (LSAP) 6. Nicolas Strotz (CSV) 7. Carlo Wagner (DP) | 1. Niki Bettendorf (DP) 2. Willy Bourg (CSV) 3. Anne Brasseur 4. Ben Fayot (LSAP) 5. Marc Fischbach (CSV) 6. Colette Flesch (DP) 7. Raymond Gibéryen (ADR) 8. Robert Goebbels (LSAP) 9. Paul Helminger (DP) 10. Jacques-Yves Henckes (ADR) 11. Jeannot Krecké (LSAP) 12. Astrid Lulling (CSV) 13. Carlo Meintz (DP) 14. Paul-Henri Meyers (CSV) 15. Lydie Wurth-Polfer (DP) 16. Jacques Santer (CSV) 17. Erna Hennicot-Schoepges (CSV) 18. Mady Delvaux-Stehres (LSAP) 19. Alphonse Theis (CSV) 20. Renée Wagener (GLEI-GAP) 21. Jup Weber (GLEI-GAP) | 1. Emile Calmes (DP) 2. Camille Gira (GLEI-GAP) 3. Charles Goerens (DP) 4. Marie-Josée Jacobs (CSV) 5. Édouard Juncker (CSV) 6. Jean-Pierre Koepp (ADR) 7. Camille Weiler (LSAP) 8. Lucien Weiler (CSV) 9. Georges Wohlfart (LSAP) |